# Seseli rigidum
Seseli rigidum är en flockblommig växtart som beskrevs av Franz de Paula Adam von Waldstein-Wartemberg och Pál Kitaibel. Seseli rigidum ingår i släktet säfferötter, och familjen flockblommiga växter.

## Underarter
Arten delas in i följande underarter:
- S. r. acaule
- S. r. hirtulum
- S. r. intermedium
- S. r. purpurascens